# 布恩斯利克鎮區 (密蘇里州霍華德縣)
布恩斯利克鎮區（英語：Boonslick Township）是位於美國密蘇里州霍華德縣的一個行政鎮區。

## 地方資料
布恩斯利克鎮區的面積為148.08平方千米，當中陸地面積為142.23平方千米，而水域面積為5.85平方千米。根據2020年美國人口普查的數據，當地共有人口445人，而人口密度為每平方千米3.01人。